# Priniátikos Pirgos
Priniátikos Pirgos (en griego, Πρινιάτικος Πύργος) es un yacimiento arqueológico de Grecia ubicado en la isla de Creta, en la unidad periférica de Lasithi y en el municipio de Agios Nikolaos, al norte del pueblo de Kalo Jorio y junto al estuario del río Istro, en el golfo de Mirabello.
En este yacimiento arqueológico, situado en un promontorio costero, se ha encontrado un asentamiento que fue habitado desde el periodo neolítico hasta los periodos veneciano y otomano. 
Las primeras excavaciones en el lugar fueron llevadas a cabo por Edith Hall en 1912. Encontró numerosas piezas de cerámica de todas las etapas de la civilización minoica, que fueron llevadas al Museo de Pensilvania (Estados Unidos). También se descubrió en este momento el asentamiento que había en la época romana. Posteriormente, en la década de 1980, Bárbara Hayden y Jennifer Moody realizaron un estudio de un área centrada en el yacimiento de Vrókastro que incluía el yacimiento de Priniátikos Pirgos. Más tarde se ha profundizado en el estudio de este yacimiento entre 2002 y 2006, con un proyecto geoarqueológico que incluía la antigua ciudad griega de Istron y el yacimiento de Priniátikos Pirgos, donde Metaxia Tsipopoulou realizó nuevas excavaciones en 2005 y 2006. Por último, a partir de 2007, se decidió que una nueva fase en las investigaciones del área fuera auspiciada por el Instituto Irlandés de Estudios Helénicos de Atenas y fuera dirigida por Bárbara Hayden junto con Barry Molloy. 
Los resultados de todas estas investigaciones indicaron que Priniátikos Pirgos era parte de un asentamiento mucho más grande que se vio favorecido por una zona costera con valles y abundante agua dulce, una zona de anclaje para barcos protegida y recursos naturales como mineral de hierro y granodiorita (que era usada en la cerámica). Entre los hallazgos se han encontrado los restos de hornos del periodo minoico que indican que este asentamiento era un importante centro de producción y distribución de cerámica durante la Edad del Bronce y también durante las épocas históricas griega y romana. También se trabajaban el hierro y el vidrio. Probablemente también hubo un santuario en época minoica que precedió a la posterior iglesia bizantina del lugar.